# 2012年のテレビアニメ (日本)
2012年のテレビアニメでは、2012年に日本国内で放送されたテレビアニメについてまとめる。

## 主な動向
- 2月12日 - フジテレビ系列『ちびまる子ちゃん』（日本アニメーション制作）が通算1000回を記念し1時間スペシャルを放送。原作者である漫画家のさくらももこが自ら脚本を担当した「わたしの生まれた日」を放映した[1]。
- 2月14日 - テレビ朝日がかつて放送していた藤子不二雄Ⓐ原作の『忍者ハットリくん』（シンエイ動画制作、1981年-1987年）[注 1]の新作を25年ぶりに制作、 インドで放送することを発表。同局と博報堂DYメディアパートナーズが連携し、同国でのコンテンツビジネスの収益拡大を目指す[2]。
- 3月18日・25日 - テレビ朝日系列『デジモンクロスウォーズ』（東映アニメーション制作）が2週にわたって最終編を放送（最終回は25日）。第1作『デジモンアドベンチャー』から続くデジモンシリーズの歴代主人公が総登場した[3][注 2]。
- 3月20日〜4月15日 - NHK主催によるアニメイベント「2012 NHKアニメ春まつり」が、NHKスタジオパーク（東京都渋谷区）にて開催。
- 3月31日・4月1日 - 前年度に初開催の予定だったが、東日本大震災の影響で中止となった『アニメ コンテンツ エキスポ』が、幕張メッセ（千葉県千葉市美浜区）にて1年越しの初開催。
- 4月1日 - テレビ朝日系列にて、車田正美原作の『聖闘士星矢』（東映アニメーション制作）が23年ぶりに新シリーズ『聖闘士星矢Ω』として復活、同局日曜朝6時30分枠にて放送開始。新たな主人公として「青銅聖闘士・光牙」が登場。前作（1986年-1989年）で主人公だった「ペガサス星矢」も「黄金聖闘士」として登場。
- 4月4日 - 日本テレビ水曜深夜枠にて、モンキー・パンチ原作の『ルパン三世』27年ぶりのテレビシリーズかつ初の深夜アニメとなる『LUPIN the Third -峰不二子という女-』（制作：トムス・エンタテインメント）放送開始（全12話、 - 6月27日）。
- 4月6日[4] - 毎日放送が金曜未明（木曜深夜）の自社製作アニメ放送枠に新ブランド『アニメイズム』を命名。第1回作品は『夏色キセキ』と『じょしらく』。
- 4月7日 - NHK総合で6年ぶりにアニメ枠を新設（土曜9:30-10:00）。第1作『銀河へキックオフ!!』放送開始[5][注 3]。
- 4月9日 - 声優の青野武が解離性胸部大動脈瘤術後多発性脳梗塞のため死去（享年75）。
- 8月25日 - フジテレビ系列『土曜プレミアム』にて『ONE PIECE』のスペシャル版『ONE PIECE エピソードオブナミ 〜航海士の涙と仲間の絆〜』放送。
- 9月21日〜23日 - 西日本最大級のマンガ・アニメ見本市「京都国際マンガ・アニメフェア2012」、みやこめっせ（京都府京都市左京区）にて開催。
- 10月3日 - 朝日放送が水曜深夜26:18-27:18に深夜アニメ枠『水曜アニメ〈水もん〉』を新設（関西ローカル）[6]。第1回作品は『俺の妹がこんなに可愛いわけがない TRUE ROUTE スペシャル版』[注 4]と『新世界より』[注 5]の2本。なお、タイトルロゴ制作はクリエーター集団AR三兄弟とTYMOTEが担当[7]。
- 10月7日
  - NHK BSプレミアムにて「みんなのうた」で人気を博した『おしりかじり虫』のテレビアニメシリーズ『アニメおしりかじり虫』放送開始[8]。
- 11月2日 - 日本テレビ系列『金曜ロードSHOW!』にて『ルパン三世』のテレビスペシャル第23作『ルパン三世 東方見聞録 〜アナザーページ〜』放送[9]。
- 11月22日〜12月27日 - テレビ東京系列『NARUTO -ナルト- 疾風伝』がシリーズ放送500回突破を記念し、スペシャルエピソード『力 -Chikara-』を6回に亘って放送。
- 12月15日 - フジテレビ系列『土曜プレミアム』にて『ONE PIECE』のスペシャル版『ONE PIECE エピソードオブルフィ 〜ハンドアイランドの冒険〜』放送[10]。

## NHKの主なテレビアニメ

### 総合テレビのアニメ
- 銀河へキックオフ!!（4月7日 - ）[11]
- リトル・チャロ〜東北編〜（10月5日 - ）[12]

### Eテレのアニメ
- バクマン。 第2シリーズ（2011年10月1日 - 2012年3月24日、全25回）

1月開始
- 日常（1月7日 - 3月24日）

4月開始
- 秘密結社鷹の爪 NEO（4月6日 - ）放送局移籍 ※『ビットワールド』コーナーアニメ[13]
- リトル・チャロ〜東北編〜（4月7日 - ）
- ふしぎの海のナディア デジタルリマスター版（4月7日 - ）
- Minuscule ミニスキュル 〜小さなムシの物語〜（4月8日 - ）[14]
- きかんしゃトーマス（4月8日 - ）放送局移籍[15]
- ファイ・ブレイン 神のパズル 第2シリーズ（4月8日 - 9月30日）

10月開始
- ガッ活!（10月3日 - ）
- バクマン。 第3シリーズ（10月6日 - ）

### BSプレミアムのアニメ
- キングダム（6月4日 - 、全38回）[16]
- おしりかじり虫（10月7日 - ）

### スペシャル番組
- 3月20日 - おじゃる丸スペシャル 銀河がマロを呼んでいる〜ふたりのねがい星〜（NHK Eテレ）
- 9月29日 - バクマン。スペシャル デラマン。（NHK Eテレ）
- 9月30日 - もっと×2 神のパズルスペシャル（NHK Eテレ）

## 日本テレビ系の主なアニメ
- 宇宙兄弟（読売テレビ制作日曜朝7時枠、4月1日 - 2014年3月22日）
- LUPIN the Third -峰不二子という女-（日本テレビ：4月4日 - 6月27日）

### スペシャル番組
- 3月24日 - 名探偵コナン1時間スペシャル コナンvs平次 東西探偵推理勝負（読売テレビ）
- 11月2日 - ルパン三世 東方見聞録 〜アナザーページ〜（日本テレビ）[注 6]

## テレビ朝日系の主なアニメ
- エリアの騎士（1月7日 - 9月29日）
- 新世界より（10月2日 - ）[17]

### 日曜朝6時30分枠
- 聖闘士星矢Ω（4月1日 - ）

### ニチアサキッズタイム
- ABC8:30枠
  - スマイルプリキュア!（2月5日 - ）
- メ〜テレ7:00枠
  - バトルスピリッツ ソードアイズ（9月9日 - ）

### スペシャル番組
- 12月27日 - 「新世紀より」まるわかり!前半イッキに振り返りスペシャル!!

## TBS系の主なテレビアニメ
- 1月
  - キルミーベイベー（1月5日 - 3月29日）
  - アマガミSS+ plus（1月5日 - 3月29日）
  - 妖狐×僕SS（MBS：1月13日 - 3月30日)
- 4月
  - さんかれあ（4月5日 - 6月28日）
  - 夏色キセキ（MBS：4月5日 - 6月28日）
  - あっちこっち（4月5日 - 6月28日）
  - エウレカセブンAO（MBS：4月12日 - ）
- 7月
  - 恋と選挙とチョコレート（7月5日 - 9月27日）
  - この中に1人、妹がいる!（7月5日 - 9月27日）
  - じょしらく（MBS：7月5日 - 9月27日）
- 10月
  - ひだまりスケッチ×ハニカム（10月4日 - 12月20日）
  - 武装神姫（10月4日 - 12月20日）
  - K（MBS：10月4日 - 12月27日）
  - 絶園のテンペスト（MBS：10月4日 - ）

### MBS制作日曜夕方5時枠
- 機動戦士ガンダムAGE（ - 9月23日）
- マギ The labyrinth of magic（10月7日 - ）

## テレビ東京系の主なアニメ
- 1月
  - 夏目友人帳 肆（1月2日 - 3月26日）
  - 新テニスの王子様（1月4日 - 3月28日）
  - ポヨポヨ観察日記（1月8日 - ）
  - アクエリオンEVOL（1月8日 - ）
  - 男子高校生の日常（1月9日 - 3月26日）
  - ダンボール戦機W（1月18日 - ）
- 2月 - ズーブルズ!（2月5日 - ）
- 4月
  - ふるさと再生 日本の昔ばなし（4月1日 - ）
  - しまじろうのわお!（テレビせとうち制作、4月2日 - ）
  - GON -ゴン-（4月2日 - ）
  - 君と僕。2（4月2日 - ）
  - NARUTO -ナルト- SD ロック・リーの青春フルパワー忍伝（4月3日 - ）
  - あらしのよるに（4月4日 - 9月26日）
  - めだかボックス（4月4日 - 6月27日）
  - リボンちゃん（4月4日 - ）
  - しろくまカフェ（4月5日 - ）
  - 戦国コレクション（4月5日 - 9月27日）
  - 超ロボット生命体 トランスフォーマー プライム（テレビ愛知制作、4月7日 - ）
  - デュエルマスターズ ビクトリーV（4月7日 - ）
  - おはコロアップ（4月7日 - ）※改題、リニューアル
  - ジュエルペット きら☆デコッ!（4月7日 - ）
  - プリティーリズム・ディアマイフューチャー（4月7日 - ）
  - メタルファイト ベイブレード ZEROG（4月8日 - ）
  - 咲-Saki-阿知賀編 episode of side-A（4月8日 - 7月1日）
  - 這いよれ! ニャル子さん（4月9日 - 6月25日）
  - イナズマイレブンGO クロノ・ストーン（4月18日 - ）
- 5 - 6月
  - もののくま（5月11日 - ）[20]
  - ポケットモンスター ベストウイッシュ シーズン2（6月21日 - ）[21]
- 7月
  - トータル・イクリプス（7月1日 - 12月）
  - 超訳百人一首 うた恋い。（7月2日 - 9月24日）
  - ゆるゆり♪♪（7月2日 - 9月24日）
  - 貧乏神が!（7月4日 - 9月26日）[注 7]
  - 探検ドリランド（7月7日 - ）
  - 織田信奈の野望（7月8日 - 9月30日）
- 9月 - たまごっち! 〜ゆめキラドリーム〜（9月10日 - ）
- 10月
  - となりの怪物くん（10月1日 - ）
  - 神様はじめました（10月1日 - ）
  - 超速変形ジャイロゼッター（10月2日 - ）
  - うーさーのその日暮らし（10月2日 - ）[22]
  - 獣旋バトル モンスーノ（10月3日 - ）
  - 金魂（10月4日 - 25日）
  - 遊☆戯☆王ZEXAL II（10月7日 - ）
  - イクシオン サーガ DT（10月7日 - ）
  - アイカツ!（10月8日 - ）[23]
  - めだかボックス アブノーマル（10月10日 - ）
  - ハヤテのごとく! CAN'T TAKE MY EYES OFF YOU　（10月3日-　）
- 11月 - 銀魂（11月1日 - ）※新シリーズ開始

### スペシャル番組
- 6月14日 - ポケットモンスター ベストウイッシュ最終回1時間スペシャル・サトシ最後のジム戦!
- 11月21日 - イナダン秋の爆熱合体スペシャル!!

## フジテレビ系の主なアニメ

### ノイタミナ
- テルマエ・ロマエ（1月12日 - 1月26日、全3回）
- ブラック★ロックシューター（2月2日 - 3月22日、全8回）
- 坂道のアポロン（4月12日 - 6月28日）
- つり球（4月12日 - 6月28日）
- もやしもん リターンズ（7月5日 - 9月13日）
- 夏雪ランデブー（7月5日 - 9月13日）
- PSYCHO-PASS サイコパス（10月11日 - ）[24]
- ROBOTICS;NOTES（10月11日 - ）[25]

### BSフジ
- パブー&モジーズ（4月2日 - ）

### スペシャル番組
- 1月8日 - サザエさん新春1時間SP
- 2月12日 - ちびまる子ちゃん応援ありがとう!ついに放送1000回1時間スペシャル!

## 共同制作・独立局などの主なアニメ

### 1月開始
- 探偵オペラ ミルキィホームズ 第2幕（TOKYO MXほか）
- モーレツ宇宙海賊（MBSほか）
- 偽物語
- パパのいうことを聞きなさい!（チバテレビほか）
- 輪廻のラグランジェ（読売テレビほか）
- ゼロの使い魔F（チバテレビ、AT-Xほか）
- あの夏で待ってる（AT-Xほか）
- Another
- BRAVE10

### 4月開始
- しばいぬ子さん（TOKYO MX）
- 黒子のバスケ（MBS、BS11ほか）
- シャイニング・ハーツ 〜幸せのパン〜
- 緋色の欠片（読売テレビほか）
- ZETMAN（読売テレビほか）
- ヨルムンガンド
- これはゾンビですか? オブ・ザ・デッド
- ゆるめいつ 3でぃ
- 氷菓（チバテレビほか）
- AKB0048

### 7月開始
- ちとせげっちゅ!!（AT-Xほか）
- TARI TARI
- 人類は衰退しました
- 輪廻のラグランジェ season2（読売テレビほか）
- 薄桜鬼 黎明録（AT-Xほか）
- ココロコネクト（TOKYO MXほか）
- だから僕は、Hができない。（AT-Xほか）

### 10月開始
- 俺の妹がこんなに可愛いわけがない TRUE ROUTE スペシャル版
- ジョジョの奇妙な冒険
- 緋色の欠片 第二章（読売テレビほか）
- ヨルムンガンド PERFECT ORDER
- リトルバスターズ!
- ガールズ&パンツァー
- さくら荘のペットな彼女（MBS、アニマックスほか）
- 好きっていいなよ。（TOKYO MXほか）

## BS・CSの主なアニメ
- 黄昏乙女×アムネジア（アニマックス、4月 - 6月）
- マジでオタクなイングリッシュ!りぼんちゃん 〜英語で戦う魔法少女〜（AT-X、7月31日 - 11月16日）
- 一発必中!! デバンダー（キッズステーション、9月）
- 僕の妹は「大阪おかん」（BS朝日、12月21日 - 2013年3月、全12話）